# Шведюк Валерій Самойлович
Вале́рій Само́йлович Шведю́к (13 квітня 1946 — 18 вересня 2020) — радянський футболіст та український футбольний тренер. Відомий завдяки виступам у складі одеського СКА О, сімферопольської «Таврії» та севастопольського «Авангарда». Екс-наставник юнацької збірної України (U-16) та сімферопольської «Таврії». Заслужений тренер України.

## Життєпис
Валерій Шведюк — вихованець бахчисарайської ДЮСШ, однак кар'єру футболіста у командах майстрів розпочав у складі одеського СКА, де з 1966 по 1968 рік був одним з основних футболістів. Після трьох успішних сезонів в Одесі Шведюк повернувся на Кримський півострів, де продовжив виступи у першоліговій «Таврії».
Через реорганізацію футбольних ліг радянського чемпіонату сезон 1970 року «Таврія» розпочала у другій лізі, однак двічі за час виступів Валерія Шведюка у складі сімферопольців була близькою до підвищення у класі — у 1970 році футболісти «Таврії» здобули «срібло» 1-ї зони 2-ї групи класу «А» чемпіонату СРСР, а у 1972 році «бронзу» 1-ї зони другої ліги. Під час «бронзового» сезону сімферопольців Валерій Шведюк залищив команду та перейшов до лав севастопольського «Авангарда», де півтора сезони потому завершив кар'єру гравця.
Після припинення активних виступів Шведюк тривалий час працював на благо дитячо-юнацького футболу країни, зокрема займаючись з юними футболістами у ДЮСШ та дублі «Таврії». Підготував велику кількість гравців, що доросли до рівня вищих ліг України та Росії, серед яких можна відзначити Ігоря Волкова, Максима Левицького, Віталія Мандзюка, Костянтина Візьонка та інших. Один з вихованців Шведюка, Анатолій Олейнік, став футбольним арбітром та обслуговував матчі чемпіонату України різного рівня як арбітр на лінії та інспектор ФФУ.
Працював Валерій Шведюк і у першій команді «Таврії», виконуючи здебільшого функції помічника головного тренера у штабах Віталія Шаличева (до 25 травня 1995 року), Сергія Шевченка (з серпня 1996 року), Миколи Павлова (до травня 1997 року) та двічі Івана Балана (у липні-серпні 1996 року та протягом 1997–1998 років). З 25 травня по кінець червня 1997 року керував сімферопольським клубом як виконувач обов'язків головного тренера.
Паралельно з роботою в «Таврії» Валерій Шведюк з жовтня 1996 по травень 1997 року очолював збірну України віком до 16 років, разом з якою здобув путівку на юнацький чемпіонат Європи 1997 року, де, втім, українські футболісти виступили невдало, набравши всього 3 очки та не вийшовши з групи.

## Досягнення
Командні здобутки
- Бронзовий призер 1-ї підгрупи 2-ї групи класу «А» чемпіонату СРСР (1): 1968
- Срібний призер 1-ї зони 2-ї групи класу «А» чемпіонату СРСР (1): 1970
- Бронзовий призер 1-ї зони другої ліги чемпіонату СРСР (1): 1972

Індивідуальні відзнаки
- Заслужений тренер України